# Versterving (dood)
Versterving is overlijden als gevolg van het niet innemen of toegediend krijgen van vocht en voedsel, zonder dat sprake is van een calamiteit waarbij geen vocht en/of voedsel aanwezig is. Degene die het ondergaat sterft na een bepaalde periode aan de gevolgen van uitdroging. Dit kan tot ongeveer 17 dagen duren. Door de uitdroging vallen de vitale organen een voor een uit. Dit proces verloopt bij ieder mens anders en is medisch niet te voorspellen.

## Vormen
Er zijn twee vormen van versterving te onderscheiden: bewust versterven en spontaan versterven. Deze twee varianten verschillen in hoe ze worden omschreven, in het doel dat de persoon ermee beoogt, in de tijdsduur tot overlijden én in de frequentie waarmee ze voorkomen.

### Bewust versterven
De Nederlandse artsenorganisatie KNMG geeft als omschrijving voor ‘bewust versterven’: ‘bewust afzien van eten en drinken door stoppen met eten en drinken om het levenseinde te bespoedigen’. De tijdsduur tot overlijden hangt af van hoeveel water iemand nog tot zich neemt. Indien uitsluitend water wordt gebruikt voor mondverzorging door een vernevelaar of ijsblokjes dan overlijdt men na gemiddeld ongeveer 10 dagen (spreiding 7-17 dagen). Dat kan sneller gaan als er een ziekte is in een eindstadium (zoals bijvoorbeeld kanker). Het kan langer duren, 1 tot 2 maanden, als iemand meer blijft drinken dan nodig is voor de mondverzorging. Er zijn twee onderzoeken die tot zeer verschillende schattingen komen hoe vaak dit voorkomt ca. 2000 keer per jaar en ca. 600 keer per jaar. In een promotie-onderzoek in 2016 komt de schatting op 750, tendens vanaf 2022 stijgend nadat onderzoekster er een brochure over schreef die patiënten bij de huisarts kunnen krijgen. Hospices nemen in principe alleen mensen op met een levensverwachting van maximaal drie maanden. Mensen met een doodswens zijn van tevoren niet terminaal, maar worden dat wel door het proces dat ze ingaan. Daarom zijn er hospices die ook voor dit traject zorg en begeleiding bieden.
Een voordeel van deze methode ten opzichte van andere methoden van levensbeëindiging is dat patiënten de kans hebben hun beslissing te herroepen door weer te gaan eten en drinken. Een ander positief aspect kan zijn dat deze methode toegepast kan worden als euthanasie niet mogelijk is. Deze manier van sterven en de begeleiding van mensen die hiervoor kiezen, is niet strafbaar. Een nadeel is dat men na verloop van tijd suf wordt en ook verward en er in die toestand om water kan worden gevraagd tegen de dorst. Daardoor komen verzorgenden in een dilemma. Er is weleens gezegd dat er een 'point of no return' bestaat na enkele dagen, waarbij alleen weer gaan eten mogelijk niet genoeg is en ook aanvullende medische zorg en begeleiding nodig zijn voor een goed herstel, maar hiervoor is geen steun gevonden bij onderzoek.

### Spontaan of natuurlijk versterven
Het weigeren van voedsel en drank door een patiënt of persoon, of vanzelf minder gaan eten en drinken, is een natuurlijk verschijnsel bij hoge ouderdom, een vergevorderd stadium van dementie en ook in het eindstadium van veel ziekten, bijvoorbeeld bij kanker. Dit heet ‘spontaan versterven’. Hierbij is bespoediging van het overlijden niet het vooropgezette doel. De tijdsduur tot overlijden hangt af van de ziekte en van de hoeveelheid vocht die iemand nog drinkt of toegediend krijgt door een maagsonde of infuus. Hoe vaak dood door uitdroging bij spontaan versterven als voornaamste doodsoorzaak voorkomt, is nog niet onderzocht.

## Voorkomen in Nederland
Hoe vaak in Nederland versterving plaatsvindt of wordt toegepast, is niet bekend. Bij een onderzoek schatte men in 1997 dat in bij vier tot tien procent van de sterfgevallen versterving plaatsvond. Als dit inderdaad het geval is komt dat bij jaarlijks ca. 140.000 sterfgevallen in Nederland, neer op 5.500 – 14.000 gevallen. In het onderzoek werden alle gevallen van spontaan en bewust versterven tezamen genomen met de sterfgevallen waarbij een arts was gestopt met toediening van vocht door een maagsonde of infuus omdat de arts verdere vochttoediening als medisch zinloos beoordeelde.

## In het nieuws
De term "versterving" kreeg bekendheid toen de psychiater Boudewijn Chabot hem in 1996 gebruikte in zijn boek Sterven op drift. Ze werd beladen toen krantenartikelen verschenen die meldden dat het onthouden van vocht en voedsel door sommige bejaardentehuizen werd toegepast om demente bejaarden te laten sterven. Een verpleeghuis in Groningen raakte in opspraak omdat het aangeklaagd werd vanwege het laten versterven van een bewoner zonder dat familieleden daarvan op de hoogte zouden zijn geweest.
In 2005 kreeg een zaak rond het besluit een coma-patiënte te laten versterven, zonder te beschikken over een wilsverklaring, wereldwijd bekendheid. Dat was de zaak-Terri Schiavo in de Verenigde Staten. Tot op de dag voor de sterfdag van Terri Schiavo vond een juridische strijd plaats tussen haar echtgenoot enerzijds, die een verzoek had ingediend de kunstmatige voeding te stoppen, en haar ouders anderzijds, daarachter een nationaal debat tussen voor- en tegenstanders.
In 2019 stierf in Nederland een meisje van 17 jaar met psychische problemen door op te houden met eten en drinken, nadat een euthanasieverzoek wegens haar jonge leeftijd voorlopig was afgewezen. Haar ouders en behandelaars hadden toegezegd hierbij niet in te grijpen.

## Euthanasie
Versterving is in beginsel niet hetzelfde als euthanasie, wat ondersteuning is bij het actief beëindigen van een leven, of het stoppen van een behandeling (waarbij een patiënt geen medicijnen meer krijgt, maar wel pijnstillers, vocht en voedsel), het is ook geen zelfeuthanasie. In het hiervoor beschreven geval van de Amerikaanse Terri Schiavo zijn de scheidslijnen echter bijvoorbeeld niet duidelijk te trekken.